# Stroke-index
Stroke-index is een term uit de golfsport en geeft de moeilijkheidsgraad van een bepaalde hole aan.
Op een achttienholesbaan is de hole met stroke-index 1 de moeilijkste hole en de hole met stroke-index 18 de makkelijkste hole. De stroke-index wordt gebruikt bij de berekening van het netto aantal slagen met de stablefordtelling. De stroke-index wordt berekend door naar de slagstatistieken per hole te kijken; vaak worden die per jaar opnieuw berekend. Het is voor de serieuze speler belangrijke informatie om te bepalen of hij gaat aanvallen of defensief speelt en/of om geattendeerd te worden op gevaren voor de betreffende hole.